# Monica Hesse
Monica Hesse é uma jornalista e escritora best-seller de Normal, Illinois. Recebeu o Edgar Award para Best Young Adult Mystery pelo seu livro Girl in the Blue Coat, em Portugal: A Rapariga do Casaco Azul no Brasil: A Garota do Casaco Azul, um livro de ficção histórica.  Como jornalista ganhou o prémio da Society for Feature Journalism's Narrative Storytelling.

## Biografia
Hesse é redatora para o The Washington Post, onde, em 2018, foi nomeada primeira colunista de género.

## Obras
Série Stray
1. Stray (2013)
2. Burn (2014)

### Livros isolados
- Girl in the Blue Coat (2016) em Portugal: A Rapariga do Casaco Azul (Topseller, 2017) no Brasil: A Garota do Casaco Azul (Rocco, 2019)
- American Fire: Love, Arson, and Life in a Vanishing Land (2017)
- The War Outside (2018) em Portugal: A Guerra Aqui Tão Perto (Topseller, 2019)
- They Went Left (2020) em Portugal: Os Que Ficaram para Trás (Topseller, 2021) no Brasil: Separados Pelo Holocausto (Rocco, 2022)
- The Brightwood Code (2024)

### Não-ficção
- American Fire (2017)